# 奥川雅之
奥川 雅之（おくがわ まさゆき、1971年〈昭和46年〉4月17日 - ）は機械工学、ロボット工学を専門とする日本の研究者、教育者。岐阜大学博士（工学）。災害対応調査ロボット「Scott」を開発し、サンリツオートメイションから「監視点検用クローラロボット」として製品化されている。タミヤから賞品化されたレスキュークローラ工作セットや自己復元型倒立二輪ロボットなども開発した。奥川研究室は2015年のロボカップレスキュー実機リーグで優勝し、奥川自身もレスキューロボットコンテストで副実行委員長や実行委員長を務める。産学共同研究に取り組むとともに、豊田市消防本部と災害対応の合同訓練も展開した。岐阜工業高等専門学校助手、講師、准教授、現代GP代表を経て、愛知工業大学准教授、教授を歴任。

## 来歴・人物

### 教員になるまで
奥川の本籍は愛知県であり、1996年に岐阜大学大学院博士前期課程を修了後、同年4月から岐阜工業高等専門学校（以下、岐阜高専）機械工学科に助手として着任する。

### 岐阜高専時代
奥川は機械力学・計測制御分野の研究に取り組み、スマート構造の研究として、セルフセンシングアクチュエーションシステム、柔軟梁の制振制御、圧電素子によるボルトの緩み検出といった研究を実施する。圧電素子によるボルト緩み検出ワッシャーは特許出願もなされ、制御関連の研究はクレーンの制振制御にも派生した。
奥川は2003年3月には論文博士で博士（工学）を取得。同年に講師、翌年の2004年には助教授に昇進する（制度改変により2007年から准教授）。この間、奥川はレスキューロボットコンテストの運営にも携わっており、この関係でレスキュークローラキットを開発し、株式会社タミヤから「楽しい工作シリーズNo.169 レスキュークローラ工作セット(3chリモコン)」として商品化された。また、レスコンシーズという普及活動にも盛んに取り組んだ。
加えて2005年からの3年間（2008年3月まで）、奥川は准教授ながら岐阜高専の現代GP「創発的なものづくりリテラシー教育活動 ―マイコン教材によるロボット技術(RT)の啓発を目的とした地域貢献―」を、代表として推進する。このプロジェクトでは、Squeak（スクイーク）を利用して簡単にプログラミングができるシステムを開発し、高専生が小中学校で教えるスタイルが実践された。また、岐阜県にある早稲田大学が岐阜県内に設けたWABOT HOUSE研究所の客員研究員も務めている。

### 愛知工業大学時代
多くの実績を挙げた奥川は、2009年4月に愛知工業大学に転任する（工学部機械学科准教授）。地域の企業や高専と連携したプロジェクトとしてツアーガイドロボット開発の開発に取り組み、この中で重心が車軸よりも下にある自己復元型の二輪式倒立振子ロボットを開発している。また、産学共同で道路補修自走作業車や調査点検ロボットの研究開発に取り組み、インフラ用ロボットコンソーシアムにも参画している。
また、奥川の運営する知能機械システム工学研究室はロボカップレスキュー実機リーグ（ロボカップジャパンオープン）にも出場しており、2014年にベストモビリティー賞、2015年には優勝とベストモビリティー賞のダブル受賞を達成。なお、投入した受動適応クローラロボット「Scott」は、施設の定期点検や災害時の調査への応用を目指した民生用としてサンリツオートメイションなど複数の企業と共同開発しており、防水や防塵の性能を高めて「監視点検用クローラロボット」として製品化された。2020年4月から400万円程度の価格で販売を開始している。
2017年には同大学の教授に昇進。なお、レスキューロボットコンテストの実行委員を務めており、第9回からは副実行委員長、第19回からは実行委員長を務めている。同コンテストの実行委員会は2019年に競基弘賞を受賞しており、授賞式では実行委員長として奥川が賞状を受け取った。また、愛知工業大学は豊田市2013年に包括協定を結んでおり、奥川の研究室は2015年から豊田市消防本部と合同訓練を実施。大規模災害で災害対応ロボットを使って被災者を救助する訓練に取り組んでいる。

## 社会的活動
- レスキューロボットコンテスト実行委員会 - 実行委員（第3回 - [27]）、副実行委員長（第9回 - 第18回[13]）、委員長（第19回 - [15]）
- 一般社団法人R×Rコミュニティ[注釈 2] - 理事[28]
- ロボカップ世界大会レスキューロボットリーグ technical committee（2015 - 2018年）[29]

## 著作
（学位論文）
- 『圧電素子を用いたスマート柔軟梁とその応用に関する研究』岐阜大学〈学位論文（乙第41号）〉、2003年3月25日、NAID 500000242334[2]。

（解説）
- 「つなぐ,つける,はめる レスキュークローラ工作セットの開発」『日本機械学会誌』第110巻第1066号、2007年9月、 670-671頁、山本恵央との共著。
- 「制御の教え方を訪ねて ―ものづくりリテラシー教育と制御工学―」『計測と制御』第46巻第9号、2007年9月。
- 「レスキューロボットコンテストと遠隔操縦システム」『計測と制御』第52巻第6号、2013年、503-508頁、土井智晴との共著。
- 「ロボカップ西暦2050年を目指して（その2）」『知能と情報』第29巻第2号、2017年、42-54頁[注釈 3]。
- 「WRSインフラ・災害対応カテゴリーの概要と成果」『日本ロボット学会誌』第37巻第3号、2019年、224-234頁[注釈 4]。
- 「レスキューロボットコンテスト —やさしさの深化を通した科学技術の裾野拡大とロボット技術の向上—」『日本ロボット学会誌』第38巻第9号、2020年、797-800頁。